# Société agricole (royaume du Congrès)
La Société agricole (en polonais : Towarzystwo Rolnicze) est une organisation de propriétaires terriens polonais fondée le 24 novembre 1857 à l'initiative du comte Andrzej Zamoyski, son premier président. C'est la première organisation polonaise créée dans le royaume de Pologne depuis la défaite de l'insurrection de novembre 1830 et non soumise au contrôle direct de l'administration russe. Son but est d'améliorer la performance de l'agriculture polonaise. Étant la seule organisation polonaise légale, elle est perçue comme une représentation de la nation, capable de mener des pourparlers avec les autorités tsaristes. Du fait de son engagement dans le mouvement patriotique, elle est dissoute le 6 avril 1861 par la décision du margrave Aleksander Wielopolski, le chef de l'administration civile du royaume du Congrès.  

## Histoire
Présidée par le comte Andrzej Zamoyski, la Société, qui attire la vieille noblesse terrienne, ainsi que des propriétaires de récente extraction bourgeoise, Juifs y compris, s'occupe d'abord de la question pressante de la reforme agraire. Elle préconise un abandon graduel du servage et l'introduction à sa place de la rente. Elle milite également pour l'éducation des paysans.  La Société organise des conférences et publie des journaux. Au début de 1861, elle compte déjà plus de quatre mille propriétaires de grands domaines et devient rapidement le forum national de l'opinion modérée. Cependant la société polonaise se radicalise.
Le 11 juin 1860, les funérailles à Varsovie de la femme du général Józef Sowiński, l'un des dirigeants militaires de l'insurrection de novembre 1830, se transforment en une grande manifestation patriotique. La première manifestation de rue a lieu le 29 novembre 1860, jour de l'anniversaire du début de l'insurrection. Le 25 février 1861, les varsoviens marquent le trentième anniversaire de la bataille de Grochów. Lors de la nouvelle manifestation pacifique du 27 février 1861, l'armée russe ouvre le feu et tue cinq  personnes. 
Ces événements conduisent à la consolidation du mouvement national. Le jour même, à l'initiative de Leopold Kronenberg se constitue la Délégation civique, composée de représentants de la bourgeoisie et du clergé. Elle met en place un service de maintien de l'ordre afin d'empêcher une autre confrontation avec l'armée russe et demande au gouverneur, Mikhail Gorchakov, l'autorisation d'organiser les funérailles solennelles des victimes. Le 28 février 1861, la Délégation civique et la Société d'agriculture adressent au tsar Alexandre II une demande du respect des libertés des citoyens du royaume de Pologne[réf. nécessaire]. Le 2 mars 1861, la Délégation veille à ce que les funérailles au cimetière de Powązki, l'occasion d'une manifestation gigantesque de toute la société de Varsovie, se déroulent sans heurts. Le 17 mars, le Comité obtient la libération de la plupart des prisonniers politiques de la citadelle de Varsovie. 
En réponse à ces demandes modérées, le gouvernement russe nomme Aleksander Wielopolski à la tête du comité des Confessions et de l'Instruction publique. Mais ce dernier ne réussit pas à endiguer le mouvement qui s'étend désormais aux provinces. La Podlachie connait des heurts entre les paysans et la noblesse. Le 4 avril 1861, sur l'ordre du tsar, Wielopolski dissout le Comité de la Ville et le 6 avril, la Société agricole. 
Le 8 avril 1861, une foule amassée sur la place du château à Varsovie devant la demeure de Mikhaïl Gortchakov, manifeste contre la décision de la dissolution de la Société, jugée utile pour le pays et jouissant d'une considérable autorité morale. Les militaires russes tirent sur des manifestants et font plus de 100 morts et 200 blessés. Nombre de personnes continuent de prier à genoux pendant que la troupe russe fait feu,. Ce massacre met fin à l'espoir d'une solution pacifique et toute collaboration avec les autorités russes est désormais discréditée. Dès lors, le mouvement patriotique dans tout le Royaume de Pologne s'intensifie et prend notamment la forme de manifestations de deuil national sous de multiples formes.
14 octobre 1861, Karl Lambert, le nouveau gouverneur du Royaume de Pologne, déclare la loi martiale et proscrit tout attroupement public. 
Les anciens membres de la Société d'agriculture se regroupent alors dans un mouvement clandestin des Blancs. Lorsqu'en janvier 1863 éclate l'insurrection polonaise, la plupart des Blancs rejoignent le soulèvement.